# Milner Cajahuaringa
José Milner Cajahuaringa García (Huarochirí, 29 de febrero de 1932-Cieneguilla, Lima, 27 de agosto de 2017) fue un pintor peruano. Se inició en el figurativismo derivando posteriormente en el abstraccionismo. Sus obras se inspiraron en el pasado prehispánico del Perú.

## Biografía
Hijo de Nicolás Cajahuaringa Cuéllar y Felícita García. Cursó su educación primaria en el colegio de su pueblo natal, y la secundaria en el Colegio Nacional Nuestra Señora de Guadalupe de Lima. El integraba el taller de arte desde la secundaria y aún se conservan murales suyos en el colegio.
Concluidos sus estudios escolares, ingresó en 1950 a la Escuela Nacional de Bellas Artes de Lima. Al cabo de un año partió a la Argentina para estudiar Medicina por influjo de su familia. En paralelo, durante su estadía en el país sureño, llevó estudios de dibujo y pintura en la “Asociación Plástica Argentina” por las noches,en donde tuvo como maestros a los artistas Demetrio Urruchua y Cecilia Marcovich. Pero regresó en 1954 debido a su vocación de artista y su amor por los pinceles, continuando sus estudios en la Escuela de Bellas Artes. Egresó en 1959 con el Primer Premio en Arte Mural, galardonado con la medalla de oro por Juan Manuel Ugarte Eléspuru, director general en ese entonces. Quedó muy impresionado en un viaje de promoción a Machu Picchu, encontrando en la limpia geometría inca una fuente de inspiración para sus abstracciones.
En 1961, recibe la invitación para participar en la "VI Bienal de Sao Paulo", Brasil, donde es reconocido por la división de Cultura de Itamaratí en Río de Janeiro. Hizo numerosas exposiciones en Europa y Estados Unidos. Expuso en la Unión Panamericana, Washington, 1962; ese mismo año se propuso constituir un organismo artístico en el ámbito continental: “El Grupo Sudamericano de Artistas Plásticos”. En 1963, retorna a Brasil como "Comisario del envío peruano a la VII Bienal de Sao Paulo".
En 1964, estudió arte en España, becado por el Instituto de Cultura Hispánica al ser premiado en la Gran Muestra de Arte de América y España, de Madrid. Fue docente en su alma mater —la Escuela de Bellas Artes del Perú— por más de veinte años (1965-1986). En 1968, funda la "Galería TRAPECIO" en Lima-Perú, y en 1975 participa en la “XIII Bienal de Sao Paulo” con pintores sudamericanos. Entre 1958 y 2000, participa en constantes muestras individuales y colectivas, en Lima y en diferentes ciudades de América y Europa. 
El artista plástico fue socio fundador de la Asociación Huarochirí, de residentes de esa provincia en Lima.

### Homenajes en vida
En 2001, el Centro Cultural de la Escuela Nacional de Bellas Artes presentó una exhibición en su homenaje.
En 2006, en una muestra en el Museo de Arte de Lima (MALI) llamada ‘Visiones de fin de siglo’, se incluyó obras de Cajahuaringa en una sección llamada ‘Constelaciones’.
En 2016 la Escuela Nacional Superior Autónoma de Bellas Artes del Perú, cercana a celebrar el Centenario de su creación; vio la necesidad de mirar y reconocer su propia historia institucional y decidió otorgarle la Medalla de Honor Daniel Hernández, el máximo galardón otorgado por ellos.
En aquella ceremonia, su hija Micaela tomó la palabra en su nombre, pues él ya no podía hablar. “Mi padre está emocionado hasta las lágrimas y creo que no hay mejor manera de traducir lo que él siente”, dijo, mientras el maestro la escuchaba sentado en una silla de ruedas.
En mayo de 2017 fue homenajeado junto con el pintor Fernando de Szyszlo por la Universidad Nacional Mayor de San Marcos. Este evento fue llevado a cabo en la Biblioteca Pedro Zulen de la ciudad universitaria de la UNMSM. Con el homenaje a ambos maestros se dio por inaugurado la muestra pictórica "Entre libros y pinceles", con obras de Ricardo Estabridis, Adela Pino y Octavio Santa Cruz, en la Sala de Exposiciones. La universidad celebraba 466 años de su fundación.

### Defunción
Por deficiencias respiratorias, el pintor peruano Milner Cajahuaringa murió el 27 de agosto de 2017 a los 85 años en su casa de Cieneguilla.
EL 28 de agosto de 2017, en la escuela de Bellas Artes dieron el último adiós a Milner Cajahuaringa. Posteriormente los restos del maestro Cajahuaringa fueron trasladados por la tarde al camposanto Santa Rosa de Chorrillos.

## Características y estilo
Cultiva un figurativismo exigente y riguroso, principalmente en el retrato y la captación de tipos populares, pero al mismo tiempo ha incursionado en la pintura abstracta, a base de “colores flotantes” cuyos contornos son independientes y dan al conjunto cierto dinamismo.
Alberto Tauro del Pino

En sus pinturas jugó con los colores complementarios, las imágenes trapezoidales y las formas geométricas que caracterizaban la arquitectura del antiguo Tahuantinsuyo. Su arte se inspiró en la grandeza espiritual del pasado artístico peruano.
Las reminiscencias incas se destacan sobre todo en los retratos que elaboró de Túpac Amaru, San Martín, Taulichusco y una serie de mujeres huarochiranas. Además, tiene trabajos con una clara denuncia social como el que elaboró en contra de la corrida de toros o la serie sobre Los Virreyes.
El artista huarochirano dejó constancia de su destreza en el uso de los colores y de la abstracción en obras como "El espectro", "Fuerza telúrica" o "Pariaqaqa huasi". También lo hizo en el ámbito figurativo, del que perdura su célebre retrato al curaca Taulichusco, a quien dibujó —según cuenta la anécdota— tomando como referencia el rostro de su padre. 
Cajahuaringa perteneció a la denominada Promoción de Oro del año 1959 de Bellas Artes, junto a Gerardo Chávez, Tilsa Tsuchiya, Enrique Galdós Rivas y otros.

## Legado
El artista plástico Leoncio Villanueva-uno de sus discípulos-es miembro de la primera promoción de la que Cajahuaringa fue docente en la Escuela de Bellas Artes del Perú, donde ingresó en 1966. 
“Debería hacerse una recopilación fotográfica de la obra de esos años y editarse un libro, pues hay allí un gran legado a la cultura peruana. En internet hay pocas fotos de su mejor obra, habría que buscar a los coleccionistas”, indicó.
Augusto del Valle, director del Museo de Arte de la Universidad Nacional Mayor de San Marcos, señala:
“Cajahuaringa hizo trabajos bien interesantes con los colores fuertes y geometrías del mundo andino, ello lo llevó a problemas porque tuvo una vertiente de aproximación a lo andino, distinta a la tradición popular del arte barroco de las iglesias o el arte de los retablos de Joaquín López Antay, que era comprado por la clase media-alta de Lima en los años 70. Ello lo dejó en una especie de limbo”.

## Obras
- El Virrey
- Tupac Amaru (1970)
- Fuerza telúrica (1979)
- Naves de Pariaqaqa (1983)
- Curaca Taulichusco El Viejo (1985)